# Arrondissement de Hassberge

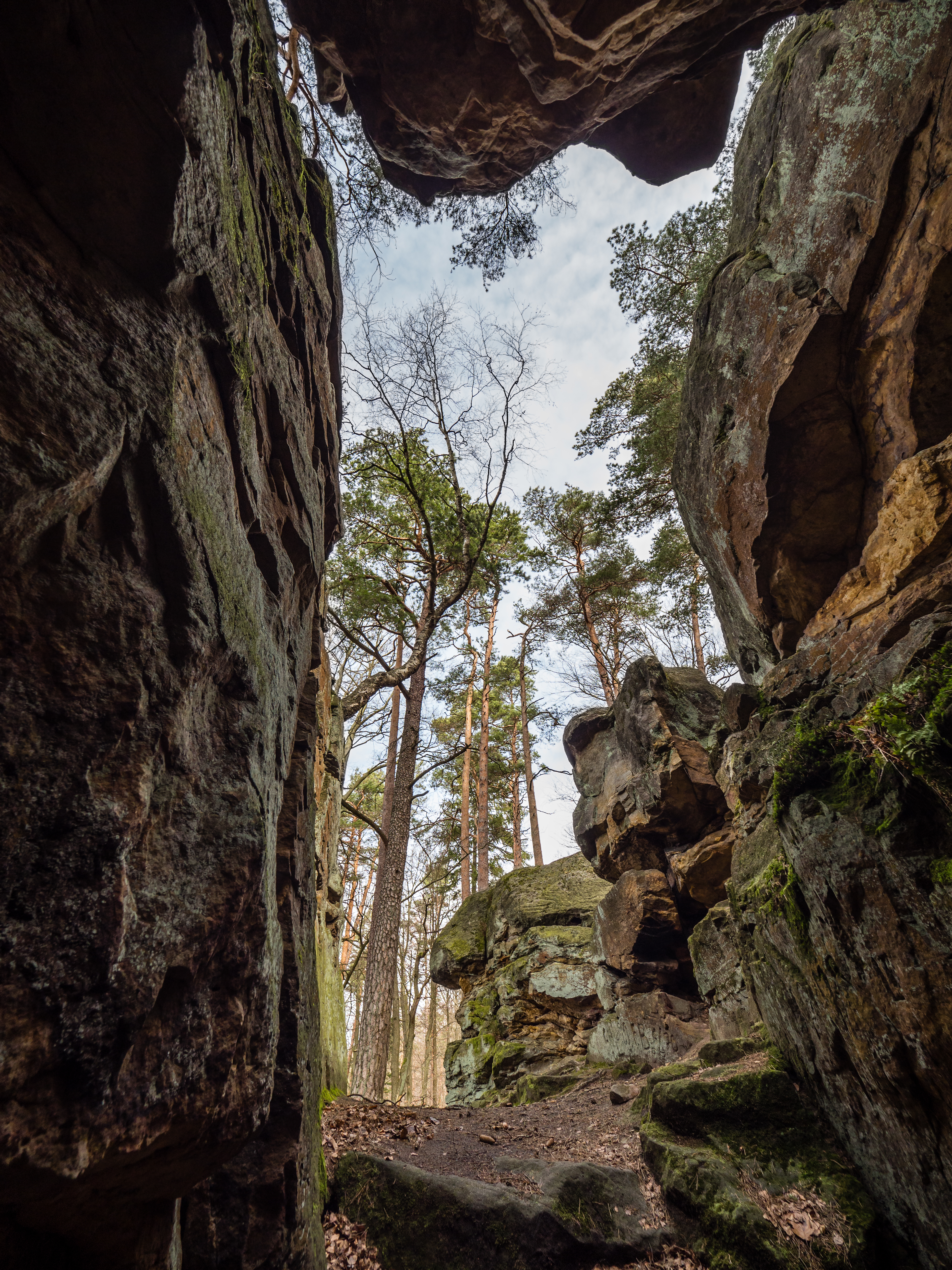
Paysage dans le.

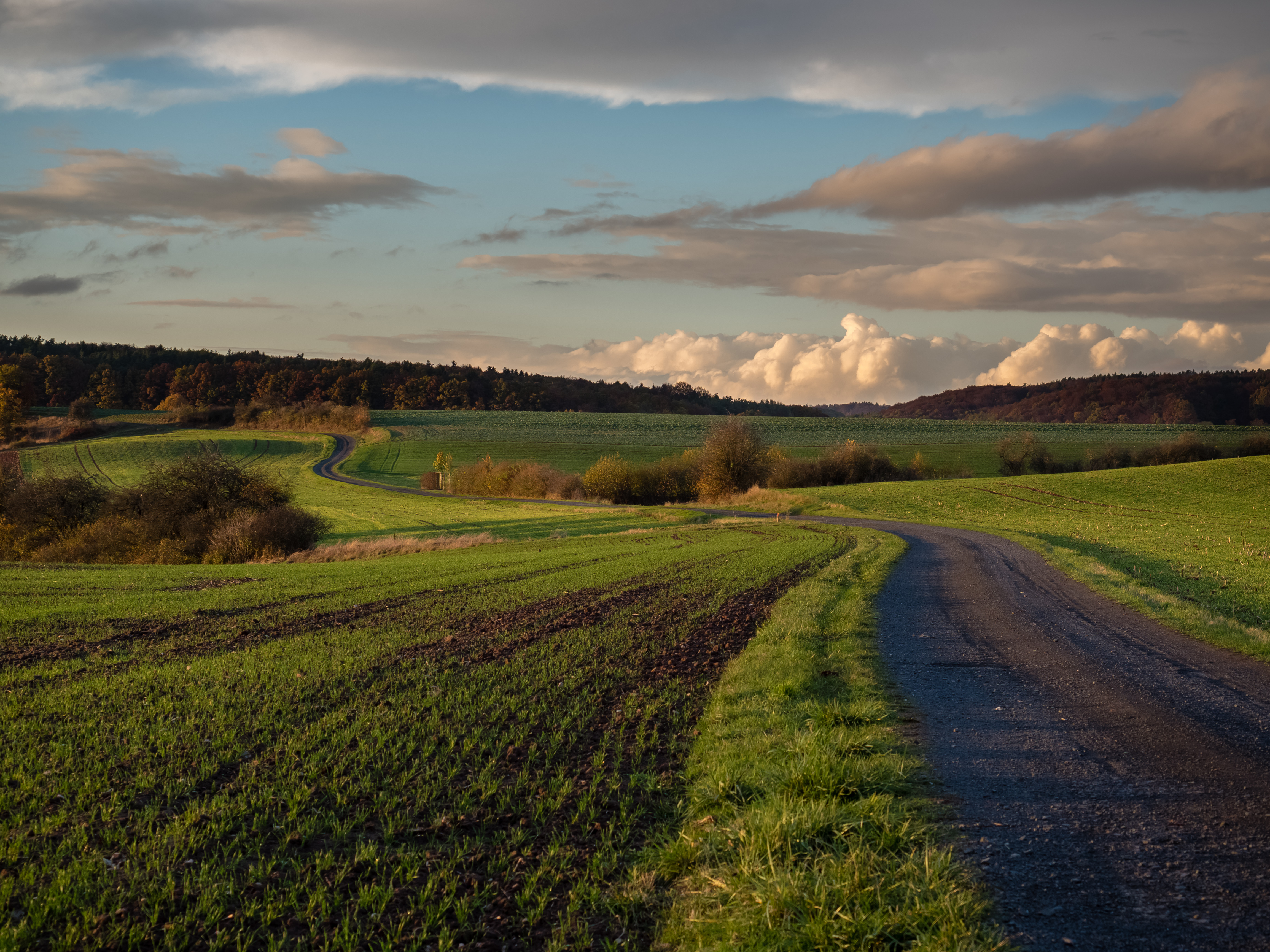
Champs entre Kirchlauter et Neubrunn dans le Hassberge. Novembre 2016.

L'arrondissement de Hassberge est un arrondissement  ("Landkreis" en allemand) de Bavière   (Allemagne) situé dans le district ("Regierungsbezirk" en allemand) de Basse-Franconie. 
Son chef lieu est Haßfurt.

## Villes, communes & communautés d'administration
(nombre d'habitants en 2006)
| Städte 1. Ebern (7 384) 2. Eltmann (5 434) 3. Haßfurt (13 547) 4. Hofheim in Unterfranken (5 199) 5. Königsberg in Bayern (3 715) 6. Zeil am Main (5 872) Märkte 1. Burgpreppach (1 450) 2. Maroldsweisach (3 657) 3. Rentweinsdorf (1 625) | Gemeinden 1. Aidhausen (1 898) 2. Breitbrunn (1 098) 3. Bundorf (947) 4. Ebelsbach (3 920) 5. Ermershausen (622) 6. Gädheim (1 258) 7. Kirchlauter (1 424) 8. Knetzgau (6 520) 9. Oberaurach (4 364) 10. Pfarrweisach (1 584) 11. Rauhenebrach (3 238) 12. Riedbach (1 731) 13. Sand am Main (3 157) 14. Stettfeld (1 248) 15. Theres (2 781) 16. Untermerzbach (1 742) 17. Wonfurt (2 000) | Verwaltungsgemeinschaften 1. Ebelsbach (Communes Breitbrunn, Ebelsbach, Kirchlauter et Stettfeld) 2. Ebern (Ville d'Ebern, Markt Rentweinsdorf et commune Pfarrweisach) 3. Hofheim in Unterfranken (Ville d'Hofheim in Unterfranken, Markt Burgpreppach et communes Aidhausen, Bundorf, Ermershausen et Riedbach) 4. Theres (Communes Gädheim, Theres et Wonfurt) |

## Honneur
L'astéroïde (365131) Hassberge est nommé d'après le parc naturel de Hassberge (en).